# Marti Noxon
Martha Mills "Marti" Noxon (ur. 25 sierpnia 1964 r. w North Hollywood w stanie Kalifornia) − amerykańska scenarzystka telewizyjna i filmowa, producentka telewizyjna. Absolwentka Oakes College oraz Uniwersytetu Kalifornijskiego w Santa Cruz. Jako scenarzystka serialu Mad Men otrzymała dwie nagrody Amerykańskiej Gildii Scenarzystów (WGA) w latach 2009 i 2010. Pisała, produkowała, a okazjonalnie także reżyserowała serial Buffy: Postrach wampirów, napisała scenariusze filmów Postrach nocy oraz Jestem numerem cztery (2011).